# Arconsat
Arconsat is een gemeente in het Franse departement Puy-de-Dôme (regio Auvergne-Rhône-Alpes) en telt 671 inwoners (2004). De plaats maakt deel uit van het arrondissement Thiers.

## Geografie
De oppervlakte van Arconsat bedraagt 22,6 km², de bevolkingsdichtheid is 29,7 inwoners per km².
De onderstaande kaart toont de ligging van Arconsat met de belangrijkste infrastructuur en aangrenzende gemeenten.

## Demografie
Onderstaande figuur toont het verloop van het inwonertal (bron: INSEE-tellingen).